# Jane Goodall Institute
Pour les articles homonymes, voir JGI.
Le Jane Goodall Institute (JGI) est une organisation mondiale de protection de la vie sauvage et de l'environnement basée à Vienna, en Virginie. Il a été fondé en 1977 par la primatologue anglaise Jane Goodall.
L'institut possède des bureaux dans plus de 25 pays du monde.

## Activités

### Protéger les grands singes
Le JGI s'emploie à protéger les chimpanzés et autres primates, en préservant leurs habitats et en soutenant les forces de l'ordre pour réduire le trafic illégal. Il agit par l'information publique, afin de protéger les espèces menacées d'extinction dans la nature.

### Améliorer les résultats en matière de santé et d'éducation
Le JGI participe à des projets de santé axés sur la communauté. Il obtient des améliorations pour l'approvisionnement en eau. Il participe à des programmes conçus pour maintenir les filles à l'école.

### Promouvoir des moyens de subsistance durables
Le JGI défend les pratiques agricoles améliorées et les techniques de production durables, qui augmentent les revenus tout en protégeant les forêts et les bassins versants. Il œuvre pour le développement de programmes de microcrédit gérés par les communautés.

## Voir également
- Centre Jane Goodall pour l'excellence en études environnementales
- Jane Goodall Environmental Middle School
- Racines et pousses
- Sanctuaire des chimpanzés de Tchimpounga
- Parc national de Gombe Stream
- Anne E. Pusey (en)
- Olivia Mandle